# Waita Uziga
Waita Uziga (氏賀Ｙ太?, Uziga Waita; Niigata, 9 ottobre 1970) è un fumettista giapponese di manga ero guro.
Il suo nome è tratto dalla frase giapponese "uji ga waita" (蛆が湧いた? lett. "I vermi sono schizzati fuori"), poi trasposta in kanji dall'autore.

## Biografia
Debutta nel 1991 pubblicando un manga sulla rivista di videogiochi Gamest sotto lo pseudonimo di Miichi Koba (古葉美一?, Koba Miichi).

### Stile di disegno
Uziga spesso inserisce umorismo nero nella sua storie per compensare l'estrema violenza rappresentata. Il mangaka è infatti noto per il suo stile splatter, pieno di atrocità e violenza, in cui ad elementi sessuali vengono uniti amputazione degli arti e cannibalismo.
Oltre le varie pubblicazioni editoriali, Uziga ha prodotto anche diverse immagini guro, come: Spread Wide, Road Kill, Kaboom, Breast Surgery, Urinal, Road Kill 2, Hung By Wire, Hystorectomy, Cannibalized, On Display, Torn Up, Pleasure & Pain.

## Opere

### Manga
- Doku Doku Ryouki Zukan (毒どく猟奇図鑑?) (1999)
- Nukarumi no Naka (泥濘の中?) (2002)
- Death Face (デスフェイス?, Desu Feisu) (2002)
- Game Over (2003)
- Mai-chan no Nichijō (まいちゃんの日常?) (2004)
- Shin Gendai Ryōkiden (真・現代猟奇伝?) (2004)
- Y Shiki Kaitai Shinsho (Y式解体新書?) (2005)
- Ingoku Ryōki-kan (淫獄猟奇館?) (2006)
- The Death Panda (巫女と野獣?, Miko to Yajū) (2006)
- Ingyaku Kanzokutō (淫虐監獄島?) (2007)
- Shōjo Kaibō Gakkai (少女解剖学会?) (2014)

### One-shot
- Flying Girl (フライングガール?, Furaingu gāru) (2006)